# Herb Adderley
Pour les articles homonymes, voir Adderley (homonymie).
(en) Statistiques sur pro-football-reference
Herbert Allen « Herb » Adderley, né le 8 juin 1939 à Philadelphie et mort le 30 octobre 2020,, est un joueur américain de football américain.
Il a joué pour les Packers de Green Bay (1961–1969) et les Cowboys de Dallas (1970–1972) en National Football League. 
Il est le seul joueur à apparaître dans quatre des six premiers Super Bowls dont il en remporte trois (I, II et VI). Il fait partie de l'équipe NFL de la décennie 1960 et a été intronisé au Pro Football Hall of Fame.
Son troisième cousin, Nasir Adderley, a joué au poste de safety pour les Chargers de Los Angeles,,.